# 胡健
胡健（1933年3月9日—2009年6月29日），男，山东黄县人，中国电影事业家，曾任中国电影发行放映公司总经理，中国电影家协会主席团委员。